# Chó chê mèo lắm lông

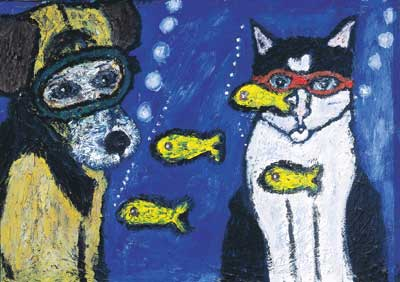
Ảnh minh họa hai vật thể trong nghĩa đen của câu thành ngữ

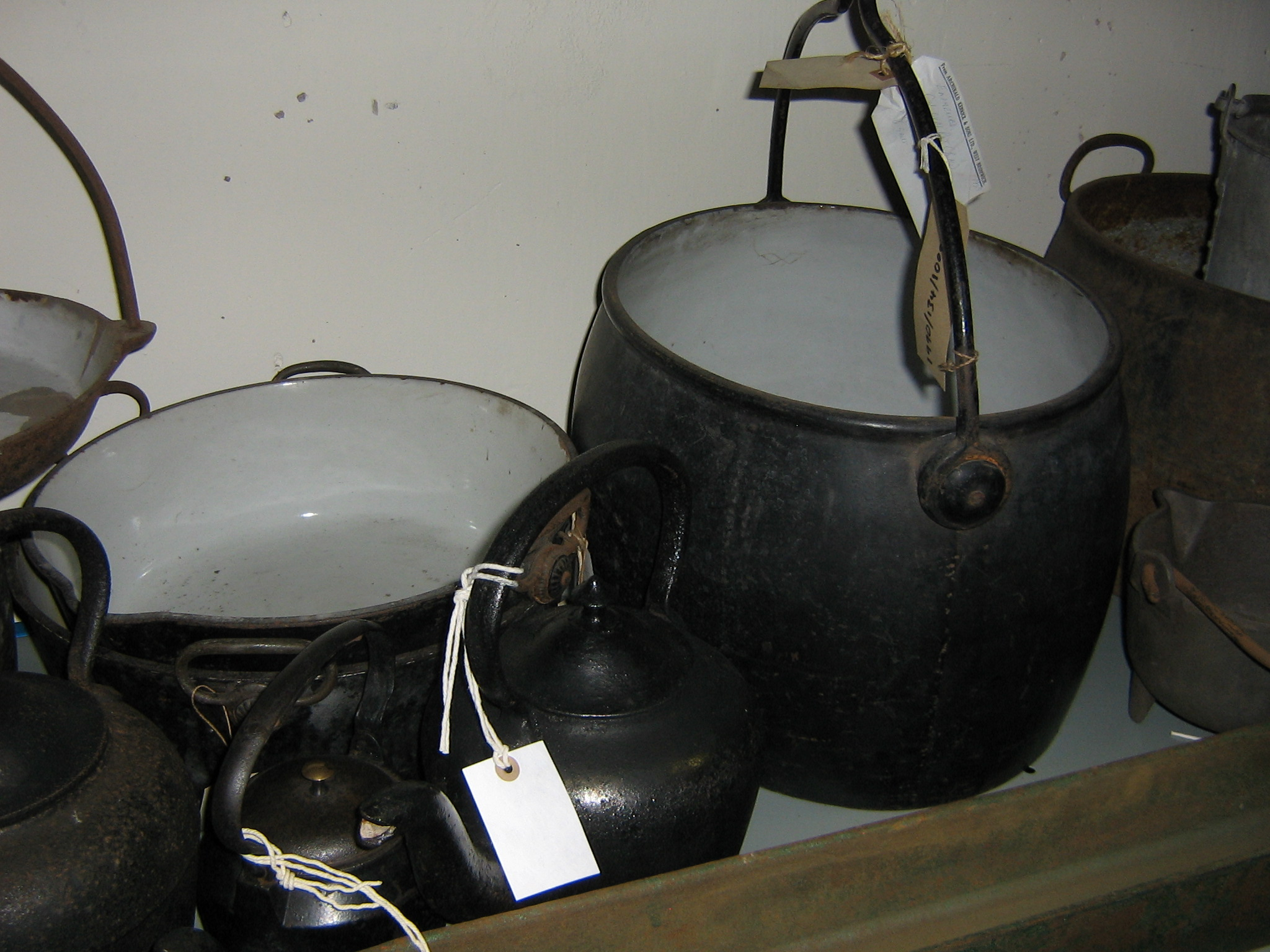
Nồi đen và ấm đun nước đen, hai đồ vật theo nghĩa đen của câu thành ngữ tương đương trong tiếng Anh

"Chó chê mèo lắm lông" (hay "Chó chê mèo rậm lông") là câu thành ngữ chỉ sự mỉa mai về hành vi đạo đức giả của một người, cụ thể là chê bai phán xét người khác, trong khi bản thân cũng không tốt đẹp gì hơn. Câu thành ngữ này nhắc nhở khi phán xét người khác, hãy nhìn nhận về bản thân mình trước. Trong tiếng Anh, thành ngữ "The pot calling the kettle black" mang ý nghĩa tương đương, có thể có nguồn gốc từ Tây Ban Nha, trong đó phiên bản tiếng Anh bắt đầu xuất hiện vào nửa đầu thế kỷ 17.

## Sự tương đồng
Một số câu ca dao sau cũng mang hàm ý mỉa mai tương tự:
- "Con Chó chê Khỉ lắm lông,

Khỉ lại chê Chó ăn dông ăn dài.
Lươn ngắn lại chê trạch dài
Thờn bơn méo miệng, chê trai lệch mồm."
- "Chuột chù chê khỉ rằng hôi

Khỉ mới trả lời cả họ mày thơm."
- Tử vi xem số cho người, số thầy thì để cho ruồi nó bâu.
- "Khi bậc cửa nhà ta dơ thì đừng chê nóc nhà bên đầy tuyết" (Khổng tử).